# Parigi-Nizza 1986
La Parigi-Nizza 1986, quarantaquattresima edizione della corsa, si svolse dal 2 al 9 marzo su un percorso di 1 216 km ripartiti in 7 tappe (la quarta e la settima suddivise in due semitappe) più un cronoprologo. Fu vinta, per la quarta volta consecutiva, dall'irlandese Sean Kelly davanti allo svizzero Urs Zimmermann e allo statunitense Greg LeMond.

## Tappe
| Tappa  | Data    | Percorso                                | km    | Vincitore di tappa     | Leader cl. generale |
| ------ | ------- | --------------------------------------- | ----- | ---------------------- | ------------------- |
| Prol.  | 2 marzo | Parigi (cron. individuale)              | 5.9   | Sean Kelly             | Sean Kelly          |
| 1ª     | 3 marzo | Limeil-Brévannes > Limeil-Brévannes     | 148   | Bruno Wojtinek         | Sean Kelly          |
| 2ª     | 4 marzo | Buxy > Saint-Étienne                    | 223   | Bruno Wojtinek         | Sean Kelly          |
| 3ª     | 5 marzo | Saint-Étienne > Le Rouret               | 206   | Sean Kelly             | Sean Kelly          |
| 4ª-1ª  | 6 marzo | Le Rouret > Mont Ventoux                | 118   | Eric Van Lancker       | Sean Kelly          |
| 4ª-2ª  | 6 marzo | Carpentras > Avignone (cron. a squadre) | 31.5  | Peugeot-Shell-Michelin | Sean Kelly          |
| 5ª     | 7 marzo | Salon-de-Provence > Mont Faron          | 180   | Pedro Muñoz            | Sean Kelly          |
| 6ª     | 8 marzo | Tolone > Mandelieu-la-Napoule           | 194   | Jørgen Vagn Pedersen   | Sean Kelly          |
| 7ª-1ª  | 9 marzo | Mandelieu-la-Napoule > Nizza            | 101   | Alfonso Gutierrez      | Sean Kelly          |
| 7ª-2ª  | 9 marzo | Nizza > Col d'Èze (cron. individuale)   | 10    | Sean Kelly             | Sean Kelly          |
| Totale | Totale  | Totale                                  | 1 216 |                        |                     |

## Dettagli delle tappe

### Prologo
- 2 marzo: Parigi > Parigi (cron. individuale) – 5,9 km

Risultati
| Pos. | Corridore        | Squadra      | Tempo |
| ---- | ---------------- | ------------ | ----- |
| 1    | Sean Kelly       | KAS-Canal 10 | 7'19" |
| 2    | Bert Oosterbosch | Panasonic    | a 5"  |
| 3    | Alain Bondue     | Système U    | a 7"  |

| Pos. | Corridore        | Squadra      | Tempo |
| ---- | ---------------- | ------------ | ----- |
| 1    | Sean Kelly       | KAS-Canal 10 | 7'19" |
| 2    | Bert Oosterbosch | Panasonic    | a 5"  |
| 3    | Alain Bondue     | Système U    | a 7"  |

### 1ª tappa
- 3 marzo: Limeil-Brévannes > Limeil-Brévannes – 148 km

Risultati
| Pos. | Corridore        | Squadra   | Tempo    |
| ---- | ---------------- | --------- | -------- |
| 1    | Bruno Wojtinek   | Peugeot   | 4h05'01" |
| 2    | Francis Castaing | R.M.O.    | s.t.     |
| 3    | Frank Hoste      | Fagor-MBK | s.t.     |

| Pos. | Corridore        | Squadra      | Tempo    |
| ---- | ---------------- | ------------ | -------- |
| 1    | Sean Kelly       | KAS-Canal 10 | 4h12'20" |
| 2    | Bert Oosterbosch | Panasonic    | a 5"     |
| 3    | Alain Bondue     | Système U    | a 7"     |

### 2ª tappa
- 4 marzo: Buxy > Saint-Étienne – 223 km

Risultati
| Pos. | Corridore      | Squadra      | Tempo    |
| ---- | -------------- | ------------ | -------- |
| 1    | Bruno Wojtinek | Peugeot      | 6h30'23" |
| 2    | Sean Kelly     | KAS-Canal 10 | s.t.     |
| 3    | Frank Hoste    | Fagor-MBK    | s.t.     |

| Pos. | Corridore      | Squadra      | Tempo     |
| ---- | -------------- | ------------ | --------- |
| 1    | Sean Kelly     | KAS-Canal 10 | 10h42'48" |
| 2    | Bruno Wojtinek | Peugeot      | a 9"      |
| 3    | Thierry Marie  | Système U    | a 13"     |

### 3ª tappa
- 5 marzo: Saint-Étienne > Le Rouret – 206 km

Risultati
| Pos. | Corridore         | Squadra       | Tempo    |
| ---- | ----------------- | ------------- | -------- |
| 1    | Sean Kelly        | KAS-Canal 10  | 5h48'53" |
| 2    | Alfonso Gutierrez | Teka          | s.t.     |
| 3    | Steve Bauer       | La Vie Claire | s.t.     |

| Pos. | Corridore      | Squadra      | Tempo     |
| ---- | -------------- | ------------ | --------- |
| 1    | Sean Kelly     | KAS-Canal 10 | 16h31'31" |
| 2    | Bruno Wojtinek | Peugeot      | a 19"     |
| 3    | Thierry Marie  | Système U    | a 23"     |

### 4ª tappa - 1ª semitappa
- 6 marzo: Le Rouret > Mont Ventoux – 118 km

Risultati
| Pos. | Corridore        | Squadra      | Tempo    |
| ---- | ---------------- | ------------ | -------- |
| 1    | Eric Van Lancker | Panasonic    | 3h34'51" |
| 2    | Urs Zimmermann   | Carrera      | a 1'01"  |
| 3    | Sean Kelly       | KAS-Canal 10 | a 1'36"  |

| Pos. | Corridore  | Squadra      | Tempo     |
| ---- | ---------- | ------------ | --------- |
| 1    | Sean Kelly | KAS-Canal 10 | 20h07'56" |

### 4ª tappa - 2ª semitappa
- 6 marzo: Carpentras > Avignone (cron. a squadre) – 31,5 km

Risultati
| Pos. | Squadra                | Tempo  |
| ---- | ---------------------- | ------ |
| 1    | Peugeot-Shell-Michelin | 36'59" |
| 2    | La Vie Claire          | a 19"  |
| 3    | KAS-Canal 10           | a 36"  |

| Pos. | Corridore      | Squadra      | Tempo     |
| ---- | -------------- | ------------ | --------- |
| 1    | Sean Kelly     | KAS-Canal 10 | 20h07'16" |
| 2    | Pascal Simon   | Peugeot      | a 38"     |
| 3    | Urs Zimmermann | Carrera      | a 55"     |

### 5ª tappa
- 7 marzo: Salon-de-Provence > Mont Faron – 180 km

Risultati
| Pos. | Corridore     | Squadra      | Tempo    |
| ---- | ------------- | ------------ | -------- |
| 1    | Pedro Muñoz   | Fagor-MBK    | 4h42'52" |
| 2    | Sean Kelly    | KAS-Canal 10 | a 5"     |
| 3    | Éric Caritoux | Fagor-MBK    | s.t.     |

| Pos. | Corridore      | Squadra       | Tempo     |
| ---- | -------------- | ------------- | --------- |
| 1    | Sean Kelly     | KAS-Canal 10  | 24h50'08" |
| 2    | Urs Zimmermann | Carrera       | a 1'00"   |
| 3    | Greg LeMond    | La Vie Claire | a 1'05"   |

### 6ª tappa
- 8 marzo: Tolone > Mandelieu-la-Napoule – 194 km

Risultati
| Pos. | Corridore            | Squadra      | Tempo    |
| ---- | -------------------- | ------------ | -------- |
| 1    | Jørgen Vagn Pedersen | Carrera      | 5h29'48" |
| 2    | Sean Kelly           | KAS-Canal 10 | a 1'23"  |
| 3    | Eddy Schepers        | Carrera      | a 1'26"  |

| Pos. | Corridore  | Squadra      | Tempo     |
| ---- | ---------- | ------------ | --------- |
| 1    | Sean Kelly | KAS-Canal 10 | 30h21'14" |

### 7ª tappa - 1ª semitappa
- 9 marzo: Mandelieu-la-Napoule > Nizza – 101 km

Risultati
| Pos. | Corridore         | Squadra      | Tempo    |
| ---- | ----------------- | ------------ | -------- |
| 1    | Alfonso Gutierrez | Teka         | 2h31'37" |
| 2    | Sean Kelly        | KAS-Canal 10 | s.t.     |
| 3    | Frank Hoste       | Fagor-MBK    | s.t.     |

| Pos. | Corridore  | Squadra      | Tempo     |
| ---- | ---------- | ------------ | --------- |
| 1    | Sean Kelly | KAS-Canal 10 | 32h52'46" |

### 7ª tappa - 2ª semitappa
- 9 marzo: Nizza > Col d'Èze (cron. individuale) – 10 km

Risultati
| Pos. | Corridore             | Squadra       | Tempo  |
| ---- | --------------------- | ------------- | ------ |
| 1    | Sean Kelly            | KAS-Canal 10  | 19'59" |
| 2    | Jean-François Bernard | La Vie Claire | a 14"  |
| 3    | Urs Zimmermann        | Carrera       | a 27"  |

| Pos. | Corridore      | Squadra       | Tempo     |
| ---- | -------------- | ------------- | --------- |
| 1    | Sean Kelly     | KAS-Canal 10  | 33h12'21" |
| 2    | Urs Zimmermann | Carrera       | a 1'50"   |
| 3    | Greg LeMond    | La Vie Claire | a 2'27"   |

## Classifiche finali

### Classifica generale
| Pos. | Corridore             | Squadra       | Tempo     |
| ---- | --------------------- | ------------- | --------- |
| 1    | Sean Kelly            | KAS-Canal 10  | 33h12'21" |
| 2    | Urs Zimmermann        | Carrera       | a 1'50"   |
| 3    | Greg LeMond           | La Vie Claire | a 2'27"   |
| 4    | Pascal Simon          | Peugeot-Shell | a 2'44"   |
| 5    | Éric Caritoux         | Fagor-MBK     | a 2'59"   |
| 6    | Iñaki Gastón          | KAS-Canal 10  | a 3'21"   |
| 7    | Jean-François Bernard | La Vie Claire | a 3'23"   |
| 8    | Yvon Madiot           | Système U     | a 4'14"   |
| 9    | Charly Mottet         | Système U     | a 4'37"   |
| 10   | Eddy Schepers         | Carrera       | a 5'03"   |